# Sl8n8
Sl8n8 (poznat i kao Slachtnacht) je nizozemsko-belgijski horor film iz 2006. godine. Glavne uloge tumače Viktorija Koblenko i Kurt Rogiers.

## Radnja
Osamnaestogodišnja studentica Kristel (Viktorija Koblenko) posvađa se sa svojim ocem, kriminalistom i psihologom, na dan svoje maturalne večeri. Svađa će izazvati fatalni sudar i u tom će sudaru njezin otac poginuti. Rastrgana grižnjom savjesti i progonjena slikama mrtvoga oca, Kristel se počinje baviti očevim istraživanjem o serijskim ubojicama osamnaestoga i devetnaestoga stoljeća, osobito Andriesom Martiensom, koji je osuđen na smrt zbog umorstva nekoliko mladih. Nastojeći se boriti sa svojom tugom, Kristel pođe s prijateljima na put i nada se da će usput moći uzeti očeve stvari iz muzeja, napuštena rudnika iz 19. st., gdje je provodio svoja istraživanja o Martiensu. Martiens i nekolicina drugih osuđenika radili su u rudniku kao tzv. vatrogasci: kriminalci koji bi osjetili opasan plin, zapalili ga i - ako bi preživjeli eksploziju, bili bi poomilovani. No nitko to nikada nije preživio. Ali, Martiensov duh živi u rudniku i želi ponovno ubiti. Nazočnost Kristel i njezinih prijatelja, koji namjeravaju prenoćiti u rudniku, izazvat će noćnu moru kaosa i ubojstava.

## Uloge
- Viktorija Koblenko kao Kristel Lodema
- Jop Joris kao Paul
- Kurt Rogiers kao Mark
- Carolina Dijkhuizen kao Liesbeth
- Lara Toorop kao Susan
- Steve Hooi kao Ruud
- Serge-Henri Valcke kao Louis Corpus